# جيمس ر. بن
جيمس ر. بن (بالإنجليزية: James R. Benn)‏ (5 سبتمبر 1949، نيويورك في الولايات المتحدة)؛ أمين مكتبة وروائي أمريكي. درس في جامعة كونيتيكت.